# Ernst Friedrich Berger
Ernst Friedrich Berger  (1814 - 1853) fue un botánico alemán.

## Obra
- 1841. Catalogus Herbarii, oder vollständige Aufzählung der ... Gewächse Deutschlands, &

## Honores

### Eponimia
- (Polygonaceae) Bergeria J.Koenig ex Steud.[2]
- La abreviatura «Berger» se emplea para indicar a Ernst Friedrich Berger como autoridad en la descripción y clasificación científica de los vegetales.[3]